# Uruz
| Uruz             | Uruz            | Uruz            | Uruz               | Uruz               | Uruz                        | Uruz                        |
| Nome             | Proto-germanico | Proto-germanico | Antico inglese     | Antico inglese     | Norreno                     | Norreno                     |
| ---------------- | --------------- | --------------- | ------------------ | ------------------ | --------------------------- | --------------------------- |
| Nome             | *Ûruz/Ûram      | *Ûruz/Ûram      | Ur; Yr             | Ur; Yr             | Úr                          | Úr                          |
| Significato      | uro/acqua       | uro/acqua       | uro; ?             | uro; ?             | scarto/pioggia              | scarto/pioggia              |
| Forma            | Fuþark antico   | Fuþark antico   | Fuþorc             | Fuþorc             | Fuþark recente              | Fuþark recente              |
| Forma            |                 |                 |                    |                    |                             |                             |
| Unicode          | ᚢ U+16A2        | ᚢ U+16A2        | ᚢ ᚣ U+16A2, U+16A3 | ᚢ ᚣ U+16A2, U+16A3 | ᚢ U+16A2                    | ᚢ U+16A2                    |
| Traslitterazione | u               | u               | u; y               | u; y               | u                           | u                           |
| Trascrizione     | u               | u               | u; y               | u; y               | u, y, o, v/w                | u, y, o, v/w                |
| IPA              | [u(ː)]          | [u(ː)]          | [u(ː)]; [y(ː)]     | [u(ː)]; [y(ː)]     | [u(ː)], [y(ː)], [ɔ(ː)], [w] | [u(ː)], [y(ː)], [ɔ(ː)], [w] |
| Ordine alfab.    | 2               | 2               | 2; 27              | 2; 27              | 2                           | 2                           |

*Ūruz (che significa "uro"), o *Ûram ("acqua"), è il nome proto-germanico ricostruito della runa del Fuþark antico u (carattere Unicode ᚢ). 
Questa runa si ritrova anche nel Fuþorc anglosassone e frisone con il nome di Ur; ad essa simile è la runa Yr, di significato sconosciuto e di valore fonetico y (carattere Unicode ᚣ). Inoltre compare anche nel Fuþark recente con il nome di Úr (che significa "scarto" oppure "pioggia").
Simile alla lettera u dell'alfabeto retico, ed in forma e valore fonetico; il nome della lettera corrispondente nell'alfabeto gotico è urus.

## Poemi runici
Tale runa è nominata in tutti e tre i poemi runici (opere che forniscono una spiegazione poetica per ogni runa dell'alfabeto), ed è chiamata in tutti Ur o Úr, sebbene di volta in volta con significati differenti a seconda della lingua del poema:
| Poema runico: | Traduzione: |
| Antico norvegese ᚢ Úr er af illu jarne; opt løypr ræinn á hjarne.                                                   | Scarto viene dall'acciaio cattivo; la renna spesso corre sulla neve gelata.                                                                                      |
| Antico islandese ᚢ Úr er skýja grátr ok skára þverrir ok hirðis hatr. umbre vísi                                    | La pioggia è il lamento delle nubi e la rovina del raccolto di fieno e l'odio del pastore.                                                                       |
| Antico inglese ᚢ Ur byþ anmod ond oferhyrned, felafrecne deor, feohteþ mid hornum mære morstapa; þæt is modig wuht. | L'uro è fiero ed ha grandi corna; è una bestia assai selvaggia e combatte con le sue corna; grande vagabondo della brughiera, è una creatura di grande coraggio. |

La parola islandese per "pioggia" e quella antico inglese per "uro" si riconducono a due diverse parole proto-germaniche, ûruz e ûram (anche se è possibile che discendano dalla stessa radice). La parola norvegese per "scarto" è più oscura, ma potrebbe essere un termine tecnico dell'età del ferro derivato dalla parola "acqua" (come nel Kalevala, dove l'acciaio è paragonato al latte).
A causa di ciò è difficile ricostruire il nome proto-germanico della runa del Fuþark antico, che può essere stato ûruz ("uro", con riferimento alla venerazione del toro) o ûram ("acqua"): l'uro è preferito dagli autori dei sistemi moderni di divinazione runica, ma entrambi sembrano possibili se si considerano i nomi delle altre rune: "acqua" è collegato a "grandine" e "lago", mentre "uro" a "cavallo" ed "alce" (sebbene quest'ultimo sia anch'esso incerto); l'alfabeto gotico sembra tuttavia supportare "uro", poiché il nome della runa 𐌿 è urus.